# Kun-Lesung
Die Kun-Lesung (deutsch Begriffs-Lesung, japanisch 訓読み, kun-yomi) bezeichnet eine Klasse von Aussprachemöglichkeiten für die in Japan verwendeten chinesischen Schriftzeichen (Kanji), von denen die meisten mehrere solcher Aussprachemöglichkeiten (Go-On, Kan-On, Tō-On, Kun) haben. Bei Kun-Lesungen wurde einem von seiner Bedeutung her aus dem Chinesischen übernommenen Kanji die Aussprache des schon im Japanischen für diesen Begriff vorhandenen Wortes zugeordnet, das heißt, die „Kun-Lesung“ ist eigentlich eine Übersetzung des chinesischen Worts ins Japanische. Mit der chinesischen Aussprache des Kanji hat diese nichts zu tun, da Altjapanisch und Altchinesisch keine verwandten oder auch nur ähnliche Sprachen sind. Daher wird im Gegensatz zu der sino-japanischen (chinesisch-japanischen) On-Lesung, die Kun-Lesung auch als japanische Lesung bezeichnet.
Kun-Lesungen (d. h. originär japanische Worte) sind gegenüber On-Lesungen oft mehrsilbig. Lange Vokale und Silben auf -n kommen bei Kun-Lesungen kaum vor, während diese bei On-Lesungen häufig zu finden sind. Auch stimmhafte und palatalisierte Konsonanten sind bei Kun-Lesungen viel seltener als bei On-Lesungen.

## Verwendung
Die japanische Kun-Lesung ist heute meistens dann gemeint, wenn ein Kanji allein ein ganzes Wort bildet. In einigen Ausnahmefällen gibt es auch eine eigene Kun-Lesung für Gruppen aus zwei oder mehr Kanji, die Jukujikun. Dies ist dann der Fall, wenn ein nicht zusammengesetztes altjapanisches Wort im Altchinesischen nur als zusammengesetztes Wort übersetzt werden konnte. Man schreibt dann die Zeichen des zusammengesetzten chinesischen Wortes für das nicht zusammengesetzte japanische.
Die Kun-Lesung steht im Gegensatz zur sino-japanischen On-Lesung, bei der die Kanji angenähert nach der chinesischen Aussprache gelesen werden. Kombinationen beider Lesungen werden als Yutō-yomi oder Jūbako-yomi bezeichnet. Der Hintergrund der On-Lesung ist, dass die Japaner bei der Übernahme der chinesischen Schrift auch die chinesische Originalaussprache der Schriftzeichen übernahmen und zum großen Teil beibehielten. 
In Kanji-Wörterbüchern (in denen man Zeichen und Zeichenkombinationen nachsehen kann, die man nicht kennt) wird die Kun-Lesung in Hiragana umgeschrieben und somit von On-Lesungen unterschieden, die in Katakana umgeschrieben werden, dies gilt jedoch nur in Wörterbüchern. Wenn die Umschrift in durchlaufenden Texten verwendet wird (z. B. weil die entsprechenden Kanji selten geworden sind und der Leser sie daher vielleicht nicht kennt), dann kommen meist für beide Lesungsarten Hiragana zum Einsatz.

## Beispiele
| Zeichen / Bedeutung | Go-on  | Kan-on | Tō-on | Kun      |
| ------------------- | ------ | ------ | ----- | -------- |
| 京                  | きょう | けい   | きん  | みやこ   |
| Hauptstadt          | kyō    | kei    | kin   | miyako   |
| 外                  | ぎょう | がい   | うい  | そと     |
| draußen             | gyō    | gai    | ui    | soto     |
| 明                  | みょう | めい   | みん  | あかるい |
| hell                | myō    | mei    | min   | akarui   |
| 和                  | わ     | か     | お    | やわらぐ |
| Harmonie            | wa     | ka     | o     | yawaragu |
| 山                  | せん   | さん   | –     | やま     |
| Berg                | sen    | san    | –     | yama     |